# Andrei Pavel
Andrei Pavel (Constanţa, Rumunjska, 27. siječnja 1974.) je rumunjski teniski trener te bivši profesionalni tenisač. Tijekom četrnaest godina duge karijere, osvojio je tri turnira u singlu i šest u igri parova.
Trenutno je trener austrijske tenisačice Tamire Paszek.

## Karijera

### Teniska karijera
Andrei je tenis počeo trenirati u dobi od osam godina dok se sa šesnaest preselio u Njemačku. 1992. osvojio je juniorski Roland Garros dok je 1995. postao profesionalni tenisač.
Svoj prvi ATP naslov osvojio je 13. travnja 1998. kada je u finalu Tokija pobijedio Zimbabveanca Byrona Blacka s ekspresnih 6-3, 6-4. Iste godine je sa sunarodnjakom Gabrielom Trifuom osvojio turnir na domaćem terenu, u Bukureštu.
Tijekom 1999. igrao je finala Münchena i s’Hertogenboscha gdje su na zemljanim i travnatim podlogama od njega bili bolji Franco Squillari odnosno Patrick Rafter. Također, iste godine je igrao i finale parova u Sankt Peterburgu.
Svoj drugi ATP turnir, Andrei Pavel je osvojio 22. svibnja 2000. kada je u St. Pöltenu pobijedio Australca rumunjskih korijena Andrewa Iliea. Nakon godinu dana, osvojio je Canadian Open, turnir iz serije 1000 koji se tada održavao u Montréalu. Ondje je na betonskom terenu sa 7-6, 2-6 i 6-3 pobijedio devetog nositelja, Patricka Raftera.
S Nijemcem Alexanderom Waskeom osvojio je dva od tri turnira u kojima su zajedno igrali finala parova. Najznačajnija je bila pobjeda u Barceloni gdje su pobijedili domaći par Nadal-Salvá Vidal.
Do kraja karijere, Pavel je još igrao jedno finale singla i to u Umagu čime je Carlos Moyá postao njegov peterostruki pobjednik.
Krajem rujna 2009. oprostio se od aktivne igračke karijere u ekshibicijskom meču protiv Gorana Ivaniševića u okviru Romanian Opena. Planirano je da odrade jedan set, ali kod rezultata 5:4 za rumunjskog tenisača, Goran je morao predati zbog bolova u ramenu.

### Reprezentativna karijera
Na reprezentativnj razini, Pavel je za Rumunjsku nastupio na četiri Olimpijade, međutim, u svakoj od njih je ispao već u prvom kolu turnira u singlu. Tako je u Barceloni bolji bio Carl-Uwe Steeb koji je došao s divljom pozivnicom. U Atlanti je izgubio od Španjolca Sergija Bruguere a u Sydneyju od trećeg nositelja Magnusa Normana. Negativan niz nastavio se i Ateni gdje ga je pobijedio Ivo Karlović. Također, bez većeg uspjeha nastupao je i u igrama parova.
Osim Olimpijade, Pavel je nastupao i za Davis Cup reprezentaciju koju je kao tenisač uveo u svjetsku skupinu i tamo zadržao godinama, uz skor 40-11.

### Trenerska karijera
Andrei Pavel bio je izbornik rumunjske Davis Cup reprezentacije. Tada je došao u sukob s rukovodstvom teniskog saveza, posebice njegovim predsjednikom Ruxandrom Dragomirom koji je inzistirao na njegovoj ostavci nakon velikih poraza od Argentine (1-4) i Češke (0-5). U znak podrške svojem izborniku, nacionalni reprezentativci su odlučili bojkotirati nastup u reprezentaciji.
Nakon epizode kao teniski selektor, Pavel je postao trener srpske tenisačice Jelene Janković. Nakon nje postao je trener Austrijanke Tamire Paszek s kojom je kasnije ostvario vezu.

## ATP finala

### Pojedinačno (3:6)
| Ishod   | Datum               | Turnir                           | Podloga | Protivnik         | Rezultat      |
| ------- | ------------------- | -------------------------------- | ------- | ----------------- | ------------- |
| Pobjeda | 13. travnja 1998.   | Tokio, Japan                     | beton   | Byron Black       | 6–3, 6–4      |
| Poraz   | 26. travnja 1999.   | München, Njemačka                | zemlja  | Franco Squillari  | 4–6, 3–6      |
| Poraz   | 14. lipnja 1999.    | s’Hertogenbosch, Nizozemska      | trava   | Patrick Rafter    | 6–3, 6–7, 4–6 |
| Pobjeda | 22. svibnja 2000.   | St. Pölten, Austrija             | zemlja  | Andrew Ilie       | 7–5, 3–6, 6–2 |
| Pobjeda | 30. srpnja 2001.    | Kanada Masters, Montréal, Kanada | beton   | Patrick Rafter    | 7–6, 2–6, 6–3 |
| Poraz   | 27. listopada 2003. | Pariz Masters, Francuska         | tepih   | Tim Henman        | 2–6, 6–7, 6–7 |
| Poraz   | 25. travnja 2005.   | München, Njemačka                | zemlja  | David Nalbandian  | 4–6, 1–6      |
| Poraz   | 22. svibnja 2006.   | Pörtschach, Austrija             | zemlja  | Nikolaj Davidenko | 0–6, 3–6      |
| Poraz   | 23. srpnja 2007.    | Umag, Hrvatska                   | zemlja  | Carlos Moyá       | 4–6, 2–6      |

### Parovi (6:5)
| Ishod   | Datum              | Turnir                   | Podloga | Partner         | Protivnici                             | Rezultat               |
| ------- | ------------------ | ------------------------ | ------- | --------------- | -------------------------------------- | ---------------------- |
| Pobjeda | 21. rujna 1998.    | Bukurešt, Rumunjska      | zemlja  | Gabriel Trifu   | George Cosac Dinu Pescariu             | 7–6(7–2), 7–6(7–4)     |
| Poraz   | 14. veljače 1999.  | Sankt Petersburg, Rusija | tepih   | Menno Oosting   | Jeff Tarango Daniel Vacek              | 6–3, 3–6, 5–7          |
| Poraz   | 10. siječnja 2005. | Doha, Katar              | beton   | Mihail Južnji   | Albert Costa Rafael Nadal              | 3–6, 6–4, 3–6          |
| Pobjeda | 31. srpnja 2005.   | Kitzbühel, Austrija      | zemlja  | Leoš Friedl     | Christophe Rochus Olivier Rochus       | 6–2, 6–7(5–7), 6–0     |
| Poraz   | 18. rujna 2005.    | Bukurešt, Rumunjska      | zemlja  | Victor Hănescu  | José Acasuso Sebastián Prieto          | 3–6, 6–4, 3–6          |
| Pobjeda | 15. rujna 2006.    | Auckland, Novi Zeland    | beton   | Rogier Wassen   | Simon Aspelin Todd Perry               | 3–6, 7–5, [4–10]       |
| Pobjeda | 7. svibnja 2006.   | München, Njemačka        | zemlja  | Alexander Waske | Alexander Peya Björn Phau              | 6–4, 6–2               |
| Pobjeda | 16. srpnja 2006.   | Gstaad, Švicarska        | zemlja  | Jiří Novák      | Marco Chiudinelli Jean-Claude Scherrer | 6–3, 6–1               |
| Poraz   | 25. veljače 2007.  | Rotterdam, Nizozemska    | beton   | Alexander Waske | Martin Damm Leander Paes               | 3–6, 7–6(7–5), [7–10]  |
| Pobjeda | 29. travnja 2007.  | Barcelona, Španjolska    | zemlja  | Alexander Waske | Rafael Nadal Salvá-Vidal               | 6–3, 7–6(7–1)          |
| Poraz   | 23. svibnja 2009.  | Kitzbühel, Austrija      | zemlja  | Horia Tecău     | Marcelo Melo André Sá                  | 7–6(11–9), 2–6, [7–10] |

## Vanjske poveznice
- Profil tenisača na ATP World Tour.com